# Cucurina
Cucurina es una vereda colombiana que pertenece al municipio de San Calixto, en el departamento de Norte de Santander, situada junto al río del mismo nombre.

## Población
Su población es aproximadamente de 76 habitantes. Entre las familias de la zona se destacan los apellidos Amaya, Barbosa, Carrascal, Sánchez, Mora, Pérez y Muñoz.

## Economía
Vive de la agricultura, y sus principales productos son la piña, la yuca, el café, el cacao, el maíz y el frijol.
Su clima es templado. Se comunica con la cabecera municipal por camino de herradura y por via carreteable.

## Educación
En la vereda se encuentra la Escuela Cucurina, dependiente del Centro Educativo Rural San José de la Sabana.